# Gasthaus Perkeo

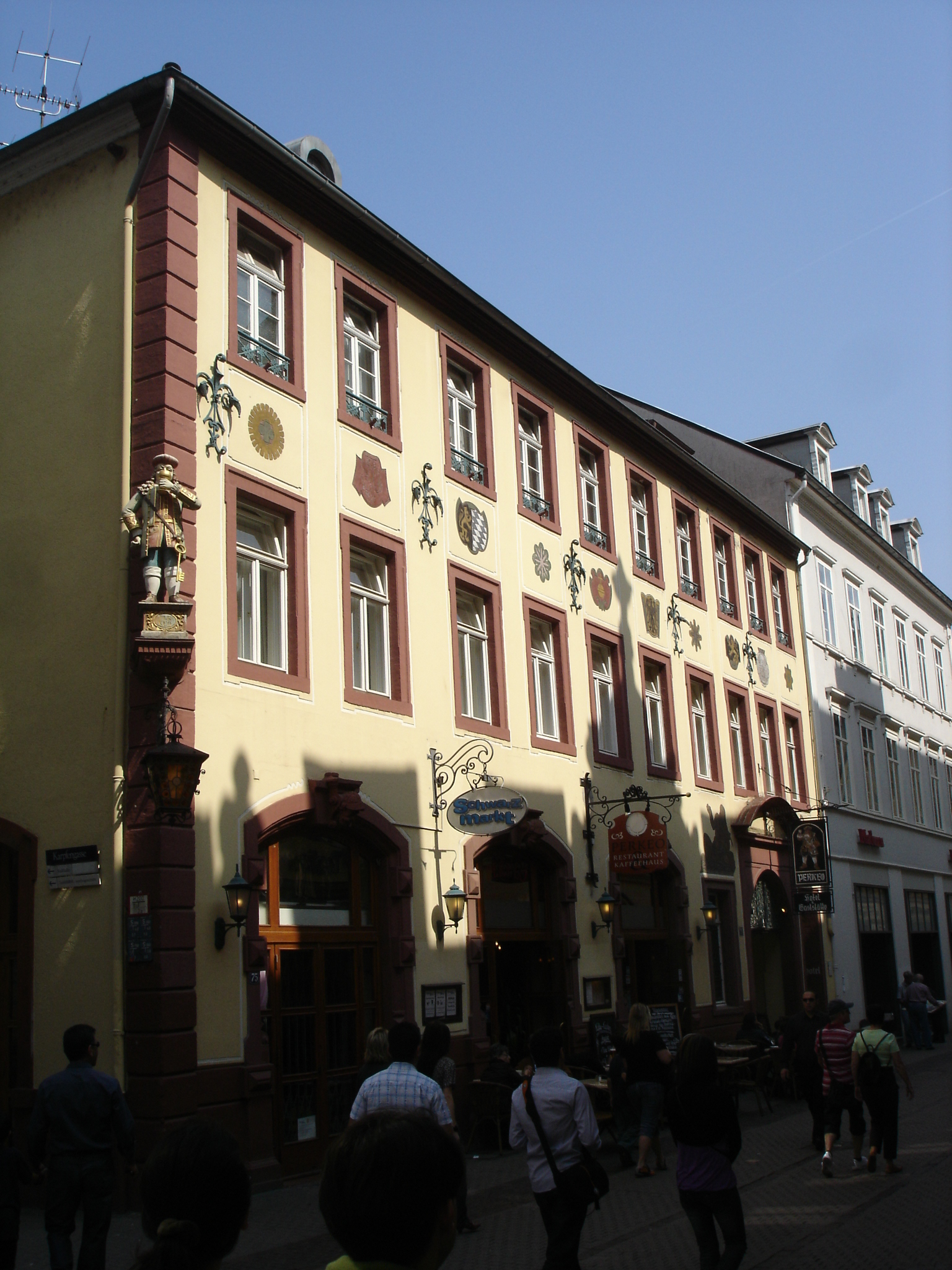
Gasthaus Perkeo

Das Gasthaus Perkeo ist ein denkmalgeschütztes Gebäude in Heidelberg.
Der Name erinnert an Perkeo, eine bekannte Figur der Heidelberger Geschichte. Das Gebäude wurde ursprünglich im Jahr 1701 als Gasthaus Zum Karpfen erbaut. 1889 erfolgte ein größerer Umbau durch Jakob Henkenhaf und Friedrich Ebert, bei dem der Seitenflügel aufgestockt und ein Saal im Innenhof angebaut wurde.
Das dreigeschossige Haus mit Walmdach befindet sich in der westlichen Hälfte der Hauptstraße, der wichtigsten Straße in der Heidelberger Altstadt, an der Ecke Karpfengasse. Die barocke Fassade zur Hauptstraße besitzt in den beiden Obergeschossen zehn Fensterachsen mit Ohrenfenstern. Rechts befindet sich eine große Toreinfahrt. Die großen Fenster daneben mit Ritterköpfen als Schlusssteinen wurden nachträglich eingebaut. Die Fassadenmalerei und die Perkeo-Statue, die die Figur beim Großen Fass im Heidelberger Schloss nachahmt, stammen aus dem 20. Jahrhundert. Im Innern haben sich barocke Stuckkehlen erhalten.